# Aripă săgeată

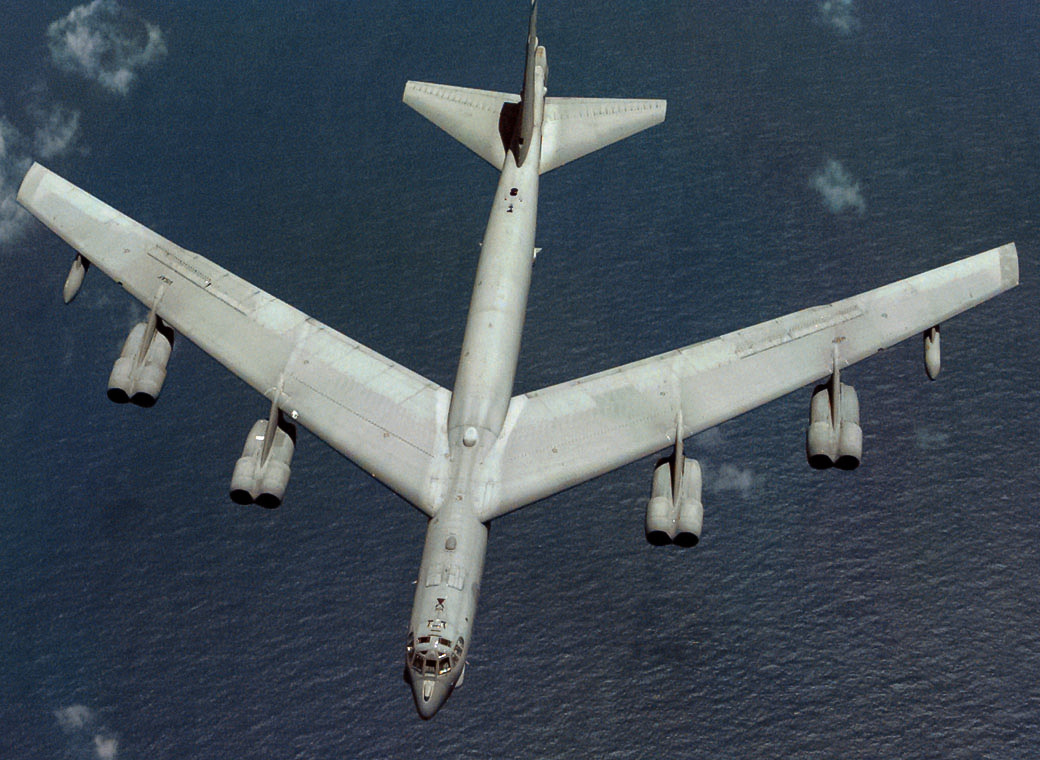
A B-52 Stratofortress cu aripă săgeată cu unghi mare.

O aripă săgeată ( sau aripă în săgeată) este cazul când axul aripii, face un unghi diferit de 90° cu axa de simetrie (axa fuzelajului) a unui avion sau planor.
Aripile săgeată au fost subiectul cercetării în Germania din 1935  până la sfârșitul celui de-al Doilea Război Mondial. De la introducerea avionului de vânătoare sovietic MiG-15 al celui american F-86 Sabre, care au demonstrat superioritatea acestei geometrii a aripii față de avioanele cu aripă dreaptă ale avioanelor de vânătoare din Războiul din Coreea mai lente, aripile săgeată au devenit aproape universale pe toate  avioanele, mai puțin pe avioanele de vânătoare cu reacție lente (cum ar fi de exemplu A-10 Thunderbolt II).

## Săgeata aripii pozitivă

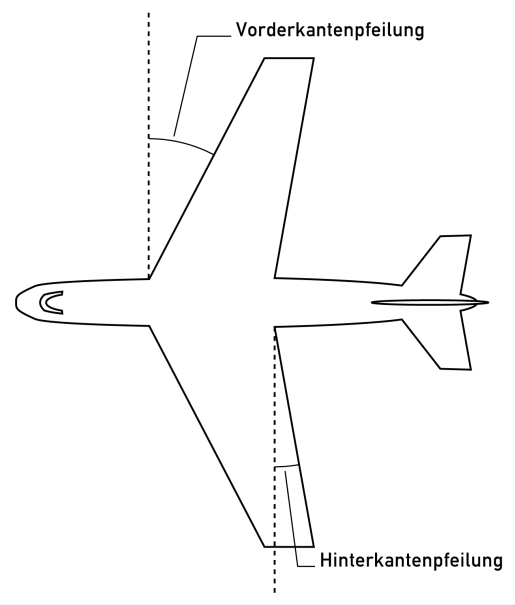
Aripă cu săgeată pozitivă

Aripi cu săgeată zero sau una pozitivă sunt cazurile cele mai des întâlnite la aeronavele clasice. În cazul în care bordul de atac și cel de fugă al aripilor sunt înclinate către spate, avem săgeată pozitivă.

Aripă cu săgeată pozitivă
Aripă cu săgeată pozitivă ∝

## Săgeată negativă

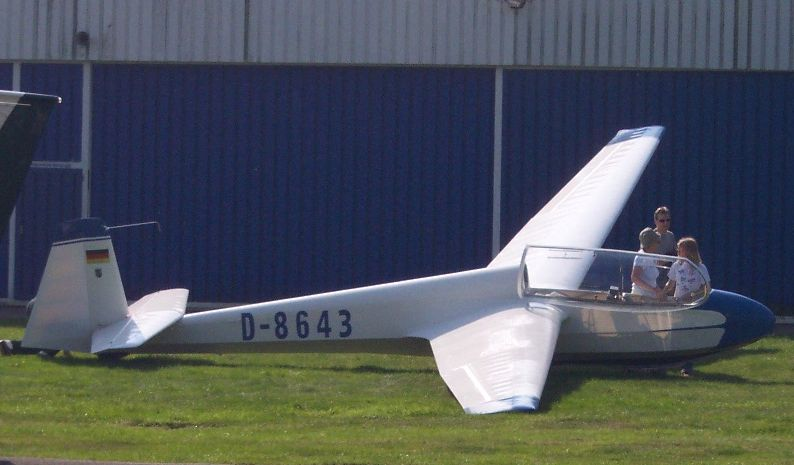
Planorul ASK 13 biloc având aripă cu săgeată negativă

Încă din timpul celui de-al Doilea Război Mondial, s-au efectuat cercetări pe avioane cu aripi în săgeată negativă. Cu toate acestea, încărcăturile pe material erau prea mari pentru o utilizare practică. Abia recent există materiale compozite din fibră de sticlă sau carbon pentru aripi cu săgeată negativă care rezistă la forțe de torsiune și forfecare mari.
Planorele cu această geometrie a aripilor sunt de regulă biplasuri. Timp de decenii, încastrarea aripii, adică conexiunea celor două jumătăți de aripă în interiorul fuselajului, a fost mutată spre înapoi, astfel încât al doilea scaun să poată fi plasat în fața lonjeronului principal.

Aripă cu săgeată negativă